# Маловодянська сільська рада
Маловодянська сільська рада — орган місцевого самоврядування у Долинському районі Кіровоградської області з адміністративним центром у с. Маловодяне.

## Населені пункти
Сільській раді підпорядковані населені пункти:
- с. Маловодяне
- с. Писанка
- с. Червоне Озеро

До 2002 року до складу ради входило село Дорошенкове — виключене з облікових даних рішенням Кіровоградської обласної ради від 27 грудня 2002 року.

## Склад ради
Рада складається з 16 депутатів та голови.

### Керівний склад ради
| ПІБ                      | Основні відомості                                                                             | Дата обрання | Дата звільнення |
| ------------------------ | --------------------------------------------------------------------------------------------- | ------------ | --------------- |
| Варенюк Леонід Борисович | Сільський голова, 1968 року народження, освіта, член Всеукраїнського об'єднання 'Батьківщина' | 26.03.2006   | 31.10.2010      |
| Варенюк Леонід Борисович | Сільський голова, 1968 року народження, освіта вища, член Партії регіонів                     | 31.10.2010   |                 |

Примітка: таблиця складена за даними джерела

## Населення
Згідно з переписом УРСР 1989 року чисельність наявного населення сільської ради становила 1582 особи, з яких 715 чоловіків та 867 жінок.
За переписом населення України 2001 року в сільській раді мешкали 1564 особи.

### Мова
Розподіл населення за рідною мовою за даними перепису 2001 року:
| Мова       | Відсоток |
| ---------- | -------- |
| українська | 92,73 %  |
| російська  | 4,59 %   |
| білоруська | 0,70 %   |
| молдовська | 0,45 %   |
| вірменська | 0,13 %   |
| румунська  | 0,13 %   |
| інші       | 1,27 %   |